# تپه کودزر
تپه کودزر در شهرستان تفرش، بخش فراهان، دهستان فرمهین، روستای کودزر واقع شده و این اثر در تاریخ ۱۸ اسفند ۱۳۸۷ با شمارهٔ ثبت ۲۵۰۵۸ به‌عنوان یکی از آثار ملی ایران به ثبت رسیده است.